# Березівська сільська рада (Хустський район)
Бере́зівська сільська́ ра́да — адміністративно-територіальна одиниця та орган місцевого самоврядування в Хустському районі Закарпатської області. Адміністративний центр — село Березово.

## Загальні відомості
- Територія ради: 50,56 км²
- Населення ради: 3 350 осіб (станом на 2001 рік)

## Населені пункти
Сільській раді були підпорядковані населені пункти:
- с. Березово
- с. Гонцош
- с. Ряпідь

## Склад ради
Рада складалася з 14 депутатів та голови.
- Голова ради: Біляк Богдан Іванович

### Керівний склад попередніх скликань
| Прізвище, ім'я, по батькові |  | Основні відомості                                                               | Дата обрання | Дата звільнення |
| --------------------------- |  | ------------------------------------------------------------------------------- | ------------ | --------------- |
| Біляк Ірина Юріївна         |  | Сільський голова, 1961 року народження, позапартійна                            | 26.03.2006   | 31.10.2010      |
| Паш Василь Михайлович       |  | Сільський голова, 1963 року народження, освіта середня спеціальна, безпартійний | 31.10.2010   | 22.09.2016      |
| Біляк Богдан Іванович       |  | Сільський голова, 1982 року народження, освіта вища, безпартійний               | 30.04.2017   |                 |

Примітка: таблиця складена за даними сайту Верховної Ради України

### Депутати
За результатами місцевих виборів 2010 року депутатами ради стали:

#### За суб'єктами висування
| Суб'єкт висування | Кількість обраних депутатів | %   |
| ----------------- | --------------------------- | --- |
| Самовисування     | 14                          | 100 |